# TT261

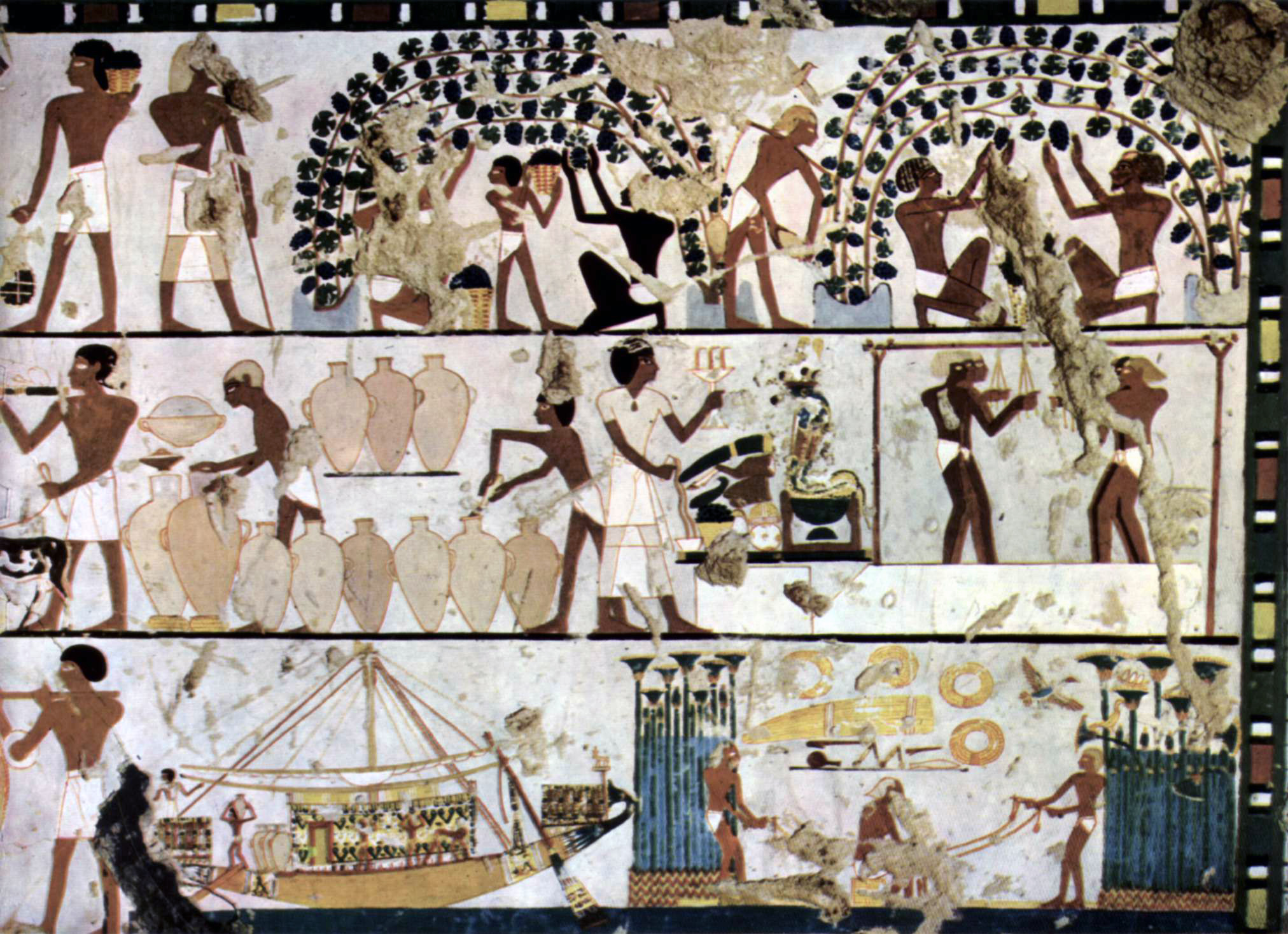
Scena di vendemmia dalla TT261

TT261 (Theban Tomb 261) è la sigla che identifica una delle Tombe dei Nobili ubicate nell'area della cosiddetta Necropoli Tebana, sulla sponda occidentale del Nilo dinanzi alla città di Luxor, in Egitto. Destinata a sepolture di nobili e funzionari connessi alle case regnanti, specie del Nuovo Regno, l'area venne sfruttata, come necropoli, fin dall'Antico Regno e, successivamente, sino al periodo Saitico (con la XXVI dinastia) e Tolemaico.

## Titolare
TT261 era la tomba di:
| Titolare   | Titolo                       | Necropoli       | Dinastia/Periodo                | Note |
| ---------- | ---------------------------- | --------------- | ------------------------------- | ---- |
| Khaemwaset | Prete wab di Amenhotep I (?) | Dra Abu el-Naga | XVIII dinastia (Amenhotep I ?); |      |

## Biografia
Nessuna notizia biografica è ricavabile.

## La tomba
TT261 è costituita da una sala trasversale da cui, attraverso un corridoio, si accede a una sala non ultimata di forma quadrata. Unica scena parietale (1 in planimetria) si sviluppa su tre registri sovrapposti con tributari, tra cui nubiani e asiatici dinanzi al defunto e alla moglie; vendemmia e pesatura dell'uva, scene di commercio dell'uva e sigillatura di giare di vino e offertorio alla dea Thermutis.

### Annotazioni
1. ↑  La numerazione dei locali e delle pareti segue quella di Porter e Moss 1927, p. 334.
2. ↑  La prima numerazione delle tombe, dalla numero 1 alla 252, risale al 1913 con l'edizione del "Topographical Catalogue of the Private Tombs of Thebes" di Alan Gardiner e Arthur Weigall. Le tombe erano numerate in ordine di scoperta e non geografico; ugualmente in ordine cronologico di scoperta sono le tombe dalla 253 in poi.
3. ↑  I campi della Duat, ovvero l'aldilà egizio, si trovavano, secondo le credenze, proprio sulla riva occidentale del grande fiume.
4. ↑  Nella sua epoca di utilizzo, l'area era nota come "Quella di fronte al suo Signore" (con riferimento alla riva orientale, dove si trovavano le strutture dei Palazzi di residenza dei re e i templi dei principali dei) o, più semplicemente, "Occidente di Tebe".
5. ↑  le Tombe dei Nobili, benché raggruppate in un'unica area, sono di fatto distribuite su più necropoli distinte.
6. ↑  Le note di Gardiner e Weigall, tratte dal "Topographical Catalogue", ed. 1913, terminano con la tomba TT252
7. ↑  I preti "wab", ma anche "uab", o "uebu", appartenevano al basso clero ed erano incaricati della manutenzione degli strumenti del culto e degli oggetti comunque ad esso connessi. A loro competeva il lavacro e l'abbigliamento giornaliero della statua del dio presso cui operavano e a loro competeva il trasporto della statua del dio (generalmente su una barca sacra) durante le cerimonie. Erano gerarchicamente sottoposti ad un "grande prete wab" cui competevano le operazioni giornaliere di culto della divinità.
8. ↑  La TT261 è priva di iscrizioni; nome e titolo sono stati ricavati da cono funerario.

### Fonti
1. ↑  Gardiner e Weigall 1913.
2. ↑  Donadoni 1999,  p. 115.
3. 1 2  Porter e Moss 1927,  p. 344.
4. ↑  Porter e Moss 1927,  p. 343.
5. ↑  Porter e Moss 1927,  p. 344.